# Acaena ovina
Acaena ovina é uma espécie de rosácea do gênero Acaena, pertencente à família Rosaceae.